# Forum Studențesc
Forum Studențesc a Kommunista Diákegyesületek Szövetsége temesvári Egyetemi Központi Tanácsának havi folyóirata. 1973 óta jelent meg a rendszerváltásig. Rendszeresen elemezte a színjátszó együttesek, műkedvelő csoportok, zenekarok tevékenységét; irodalmi, esztétikai és filozófiai tanulmányokat, esszéket és beszélgetéseket közölt; diák költők és írók alkotásait mutatta be; "Universitas" felcímmel eredetiben adott helyet a Temesvárt tanuló magyar, német és szerb diákok irodalmi próbálkozásainak. Az évek során Jakab Edit, Herényi Erzsébet, Illés Mihály, Mirisz Miklós, Salat Levente és Visky András versekkel, Kiss Péter, Schwartz Béla, Köteles Gyula és Hajdu Gy. Zoltán prózai írásokkal jelentkezett hasábjain. A lap vezető tanácsának tagja magyar részről Albert Ferenc egyetemi tanár, Vajda Sándor újságíró és Székely Imre műegyetemi hallgató. A magyar nyelvű anyag szerkesztője Kiss Péter, Köteles Gyula, majd Visky András.